# Cho Miyeon

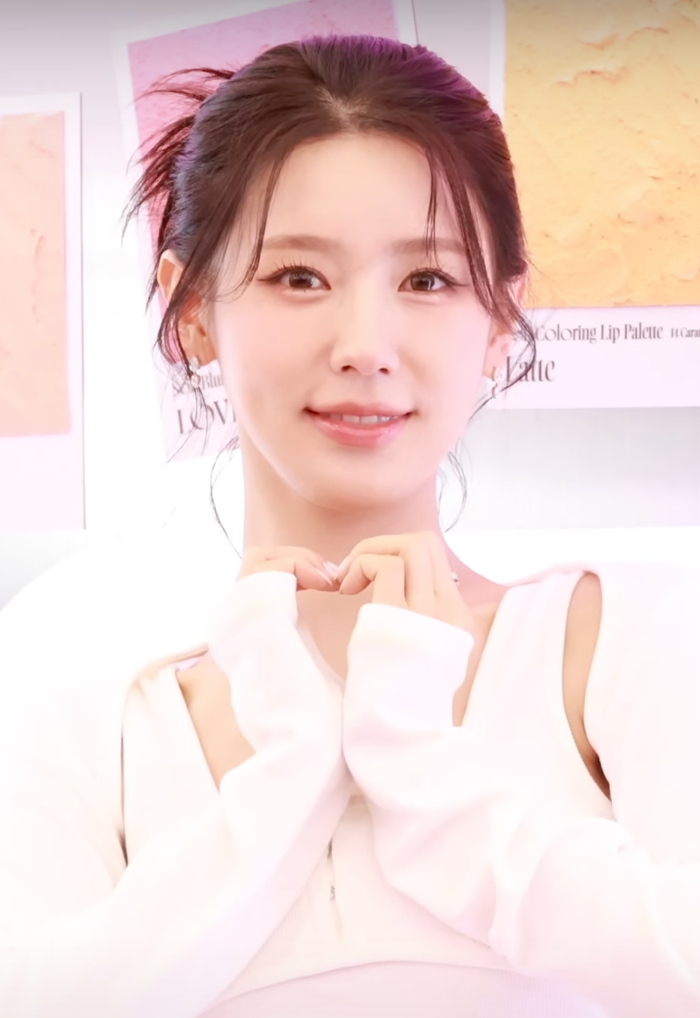
Cho Miyeon, 2024

Cho Mi-yeon (geboren am 31. Januar 1997 in Seoul) ist eine südkoreanische Sängerin und bei Cube Entertainment unter Vertrag. Sie ist eine der Hauptsängerinnen der weiblichen K-Pop Gruppe (G)I-DLE.
Zuvor war sie Trainee bei YG Entertainment und sollte mit Blackpink debütieren.
Außerdem ist sie die Stimme hinter der auf League of Legends basierenden Figur Ahri in der virtuellen K-Pop Gruppe K/DA.

## Leben

### 2018: Debüt
2018 debütierte Miyeon mit ihren anderen Mitgliedern Soyeon, Yuqi, Minnie, Soojin und Shuhua in der weibliche K-Pop Gruppe (G)I-DLE.
Im gleichen Jahr trat der Spieleentwickler Riot Games auf Miyeon und Soyeon zu um eine virtuelle K-Pop Gruppe Namens K/DA zu erschaffen. Mit dabei waren Jaira Burns und Madison Beer.
Zusammen veröffentlichten sie den Song Pop/Stars, dessen MV bis heute das meistgesehene Video auf Youtube von Riot Games ist. Außerdem erreichte der Song Platz eins der Billboard World Digital Charts.